# Mariä Verkündigung (Litoměřice)

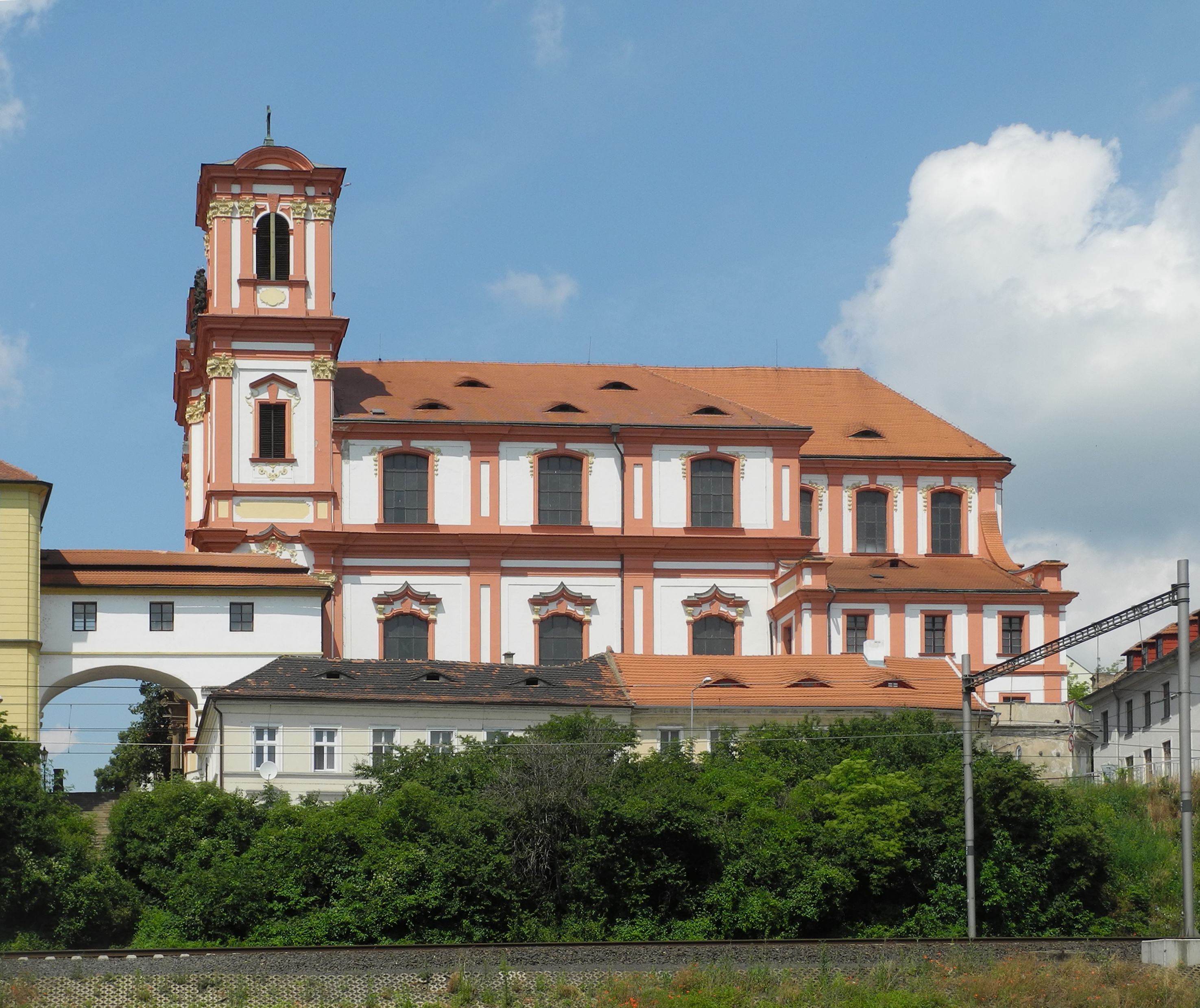
Ehemalige Jesuitenkirche Mariä Verkündigung in Litoměřice

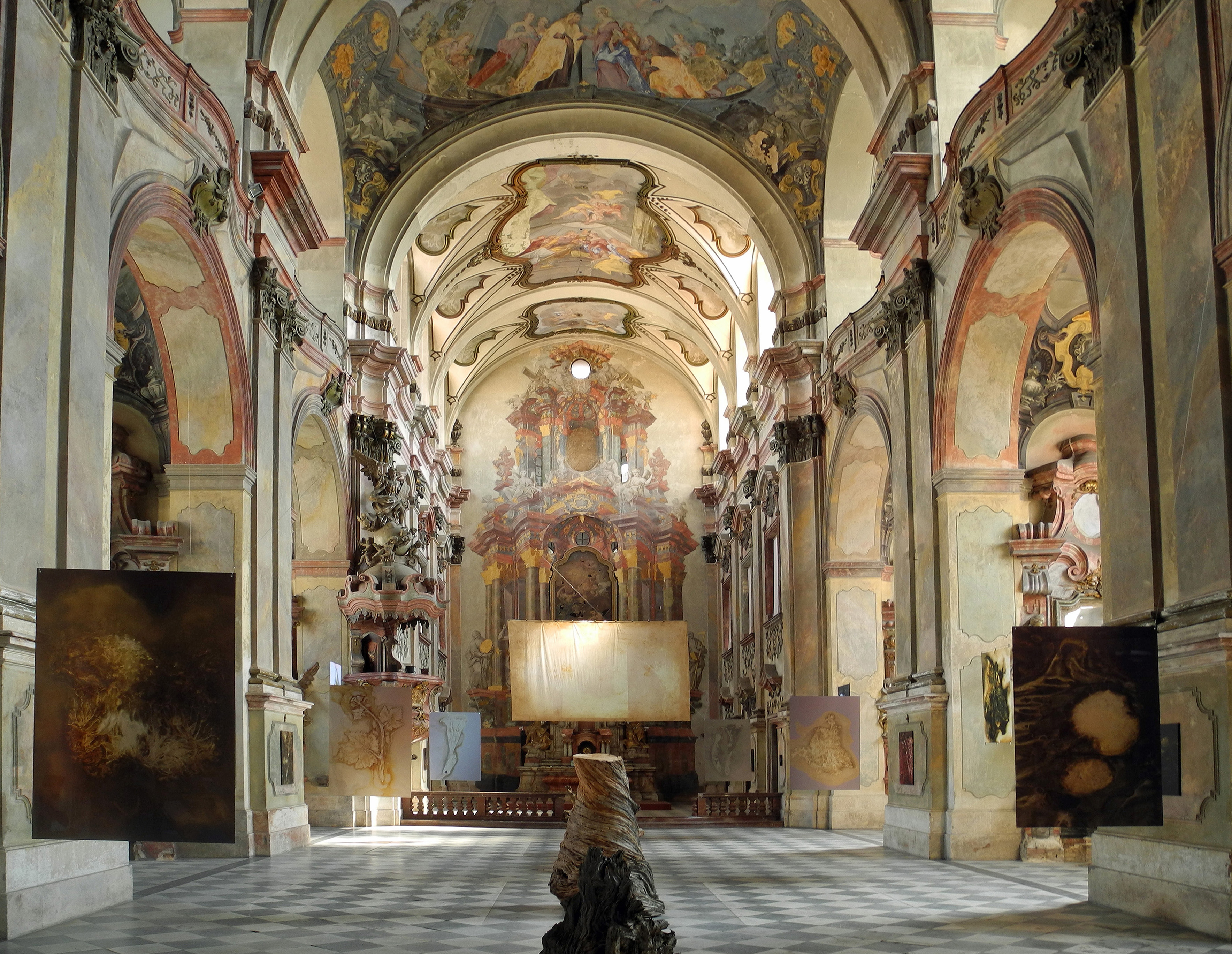
Innenraum der Kirche Mariä Verkündigung

Die ehemalige Mariä-Verkündigungs-Kirche (tschech. Kostel Zvěstování Panny Marie v Litoměřicích) in Leitmeritz (Litoměřice) ist ein bedeutendes Barockgebäude, das in den Jahren von 1701 bis 1731 von Giulio Broggio und Octavio Broggio erbaut wurde. Sie ist als Kulturdenkmal in Tschechien geschützt.

## Geschichte
Die Kirche wurde ursprünglich für den Jesuitenorden erbaut. Nach der Aufhebung des Jesuitenordens auch im damaligen Österreich 1773 wurde sie zusammen mit der Jesuitenresidenz profaniert und eine Brauerei darin betrieben. Aber bereits 1810 wurde die gesamte Anlage wieder als Priesterseminar genutzt und die Kirche wurde im Jahr 1818 erneut geweiht. Noch in den 1950er Jahren wurden in der Kirche Gottesdienste gehalten, später wurde sie wieder profaniert. In den Jahren von 1965 bis 1975 nutzte die Nordböhmische Galerie der Schönen Künste Litoměřice (tschech. Severočeská galerie výtvarného umění) die Kirche als Depot sowie Restaurierungs- und Tischlerwerkstatt. Im Jahr 1975 wurde das Gebäude an den Nationalausschuss (tschech. Okresní národní výbor) des Bezirks Litoměřice übergeben, der es renovierte und zum Bezirksarchiv umbaute. Die Orgel der Mariä-Verkündigungs-Kirche von 1859 aus der Werkstatt von Josef Prediger (1812–1891) wurde in den Jahren 1980/81 in die Nikolauskirche nach Malenovice bei Zlín umgesetzt.
Die Kirche wurde im Jahr 1992 an die Nordböhmische Galerie der Schönen Künste in Leitmeritz rückübertragen. Diese Galerie veranstaltet in dem Kirchenraum Ausstellungen und organisiert das internationale Kunstsymposium Barock-Heute-Offener Dialog.

## Lage, Architektur und Ausstattung
Die ehemalige Jesuitenkirche Mariä Verkündigung ist ein relativ massives Barockgebäude mit zwei Türmen in der Fassade, das von der Tyrš-Brücke gut sichtbar ist. Sie befindet sich am südlichen Ende der Jesuitenstraße (Jezuitská) unweit der Allerheiligenkirche.
Die Kirche ist im ersten Obergeschoss durch eine Verbindungsbrücke mit dem ehemaligen Jesuitenkolleg verbunden.

### Fresken in der ehemaligen Jesuitenkirche Maria Verkündigung
Der Innenraum der Kirche ist durch monumentale Decken- und Wandfresken geschmückt, die Johann Hiebel (1681–1755) zugeschrieben werden, geschaffen in den Jahren 1727 bis 1731. Die Ikonografie der einzelnen Bilder ist in der folgenden Liste anhand des Bildarchivs Marburg zusammengestellt.

## Fresken in der ehemaligen Jesuitenkirche Maria Verkündigung in Leitmeritz
| Jesuitenkirche Maria Verkündigung in Leitmeritz (urspr. Klosterkirche)                                    | Datierung:1701–1705; Umbau: 1720–1731; Architekten: Giulio Broggio (1628–1718) und Octavio Broggio (1670–1742) | mit Decken- und Wandmalereien von Johann Hiebel                                                                    | siehe |
| Szenen aus dem Leben Marias                                                                               | | |       |
| Szenen aus dem Leben Marias                                                                               | Übersicht (Werkstruktur) | Deckenmalerei (Zyklus)                                                                                             | siehe |
| Beschneidung Jesu                                                                                         | Die Beschneidung des Christuskindes durch den Priester im Tempel (Lukas 2:21), IHS (Iesus Hominum Salvator) als Christussymbol, Engel als Kinder dargestellt | Deckenmalerei, Mittelschiff, Gewölbe, Mittelschiff, 1. Joch von Westen                                             | siehe |
| Die Verehrung Mariens durch Vertreter aller Erdteile                                                      | Madonna (d. h. Maria mit Kind) in der Luft, oder auf Wolken, allegorische Darstellung der Kontinente, Engel als Kinder dargestellt | Deckenmalerei, Mittelschiff, 2. Joch von Westen                                                                    | siehe |
| Heimsuchung Mariä                                                                                         | Heimsuchung (Josef und/oder Zacharias können zusätzlich dargestellt sein) (Lukas 1:39-56) | Deckenmalerei, Mittelschiff, 3. Joch von Westen, Gewölbe                                                           | siehe |
| Vermählung Mariä                                                                                          | Die Hochzeit von Maria und Josef: sie werden vom Hohepriester getraut, Engel als Kinder dargestellt | Deckenmalerei, Mittelschiff, Chorgewölbe, 1. und 2. Joch von Westen                                                | siehe |
| Engelskonzert                                                                                             | Singende und musizierende Engel | Deckenmalerei, Mittelschiff, Chorgewölbe, 3. Joch von Westen                                                       | siehe |
| Der zwölfjährige Jesus im Tempel                                                                          | Christus wird von seinen Eltern gefunden | Deckenmalerei, Seitenschiff                                                                                        | siehe |
| Die Flucht nach Ägypten                                                                                   | Die Flucht nach Ägypten: Maria, Josef und das Kind (zusätzlich können andere Personen dargestellt sein) sind unterwegs; in der Regel reitet Maria auf einem Esel; die Landschaftsdarstellung ist von geringer Bedeutung. | Deckenmalerei, Seitenschiff                                                                                        | siehe |
| Die Anbetung der Hirten                                                                                   | Die Anbetung des Christuskindes durch die Hirten (im Beisein Marias und Josefs) | Deckenmalerei, Seitenschiff                                                                                        | siehe |
| Maria und Josef eine Herberge suchend                                                                     | Maria und Josef werden in keine Herberge eingelassen | Deckenmalerei, Seitenschiff                                                                                        | siehe |
| Anbetung der Könige                                                                                       | Die Anbetung durch die Heiligen Drei Könige: sie reichen dem Christuskind ihre Geschenke (Gold, Weihrauch und Myrrhe); Darstellung mit Maria, Josef und dem neugeborenen Christuskind | Deckenmalerei, Seitenschiff                                                                                        | siehe |
| Kindheit Jesu (Alltagsleben in Nazareth)                                                                  | Josef und das Christuskind (Alltagsleben in Nazareth), Josef mit dem Christuskind und Maria in seiner Zimmermannswerkstatt, Cherubim, d. h. Kinderköpfe mit Flügeln | Deckenmalerei, Seitenschiff                                                                                        | siehe |
| Szenen aus dem Leben verschiedener Heiliger                                                               | | |       |
| Szenen aus dem Leben verschiedener Heiliger                                                               | Übersicht (Werkstruktur) | Wand- und Deckenmalerei (Zyklus), Kapellen der Seitenschiffe                                                       | siehe |
| Der auferstandene Christus innerhalb einer Gruppe von Heiligen                                            | Der auferstandene Christus (mit Wunden, aber ohne Dornenkrone), der manchmal ein Kreuz hält; Dreifaltigkeit, bei der Gottvater und Christus als menschliche Figuren und der Heilige Geist als Taube dargestellt werden; der Apostel Petrus, erster Bischof von Rom; mögliche Attribute: Buch, Hahn (umgekehrtes) Kreuz, Krummstab mit drei Querbalken, Fisch, Schlüssel, Schriftrolle, Schiff, Tiara; Maria Magdalena, büßende Prostituierte; mögliche Attribute: Buch (oder Schriftrolle), Krone, Dornenkrone, Kruzifix, Salbgefäß, Spiegel, Musikinstrument, Palmzweig, Rosenkranz, Geißel; David (nicht im biblischen Kontext); mögliche Attribute: Krone, Harfe; Cherubim, d. h. Kinderköpfe mit Flügeln | Wandmalerei, Kapellen der Seitenschiffe, Nordseite, 1. Kapelle von Westen, Westwand                                | siehe |
| Tempelgang Mariens                                                                                        | Die Darbringung Marias im Tempel; sie steigt die Stufen empor und wird vom Hohepriester empfangen; Joachim, der Vater Marias, mögliche Attribute: Buch, zwei Tauben, Lamm, Hirtenstab; Anna, Mutter der Maria, mögliche Attribute: Buch, Christuskind, Lilie, Maria | Wandmalerei, Medaillonbild (oval, gerahmt), Kapellen der Seitenschiffe, Nordseite, 1. Kapelle von Westen, Nordwand | siehe |
| Darbringung im Tempel                                                                                     | Simeon hält das Christuskind bei der Darbringung im Tempel, er singt: Nunc dimittis... | Deckenmalerei, Kapellen der Seitenschiffe, Nordseite, 1. Kapelle von Westen, Decke                                 | siehe |
| Ein Heiliger im Wasser stehend, der zu einem vornehm gekleideten Mann auf einer Brücke heraufschaut       | Männlicher Heiliger, Fluss, Landschaft mit einer Brücke, einem Viadukt oder Aquädukt | Wandmalerei, Kapellen der Seitenschiffe, Nordseite, 2. Kapelle von Westen, Westwand                                | siehe |
| Betender junger Mann vor einem Marienbild                                                                 | Altar, Bild im Bild, Immaculata, Purisima: Maria, in der Regel auf einer Mondsichel stehend, steigt vom Himmel herab und befreit die Menschheit von der Erbsünde, manchmal indem sie eine Schlange zertritt; Marienverehrung | Wandmalerei, Medaillonbild (oval, gerahmt), Kapellen der Seitenschiffe, Nordseite, 2. Kapelle von Westen, Nordwand | siehe |
| Maria erscheint dem heiligen Ignatius von Loyola und einem Begleiter                                      | Maria erscheint dem heiligen Ignatius von Loyola, der seine Exerzitien schreibt; Cherubim, d. h. Kinderköpfe mit Flügeln | Deckenmalerei, Kapellen der Seitenschiffe, Nordseite, 2. Kapelle von Westen, Decke                                 | siehe |
| Predigt Johannes des Täufers                                                                              | Johannes der Täufer bezeichnet Christus als Lamm Gottes (Ecce Agnus Dei) (Johannes 1:29, 1:36); mögliche Attribute: Buch, Schilfkreuz, Taufgefäß, Honigwabe, Lamm, Stab | Wandmalerei, Kapellen der Seitenschiffe, Nordseite, 3. Kapelle von Westen, Westwand                                | siehe |
| Der Tod des Heiligen Josef                                                                                | Josef auf seinem Sterbebett | Wandmalerei, Medaillonbild (oval, gerahmt), Kapellen der Seitenschiffe, Nordseite, 3. Kapelle von Westen, Nordwand | siehe |
| Geburt Mariens                                                                                            | Die Geburt Marias, Joachim, der Vater Marias, mögliche Attribute: Buch, zwei Tauben, Lamm, Hirtenstab, Anna, Mutter der Maria; mögliche Attribute: Buch, Christuskind, Lilie, Maria | Deckenmalerei, Kapellen der Seitenschiffe, Nordseite, 3. Kapelle von Westen, Decke                                 | siehe |
| Beweinung Christi durch Maria und Maria Magdalena                                                         | Die Trauer der Angehörigen und Freunde um Christus, Maria Magdalena, büßende Prostituierte; mögliche Attribute: Buch (oder Schriftrolle), Krone, Dornenkrone, Kruzifix, Salbgefäß, Spiegel, Musikinstrument, Palmzweig, Rosenkranz, Geißel | Wandmalerei, Medaillonbild (oval, gerahmt), Kapellen der Seitenschiffe,                                            | siehe |
| Kniender junger Herr mit Spielkarten, der vom Teufel bedroht wird und durch Maria Christus empfohlen wird | Maria legt Fürsprache bei Christus für einen knienden jungen Mann mit Spielkarten, der vom Teufel bedroht wird, z. B. durch Karten- und Glücksspiele | Wandmalerei, Kapellen der Seitenschiffe, Südseite, 3. Kapelle von Westen, Westwand                                 | siehe |
| Verkündigung an Josef                                                                                     | Josefs Zorn über Marias Schwangerschaft; die Verkündigung an Josef in einem Traum (Matthäus 1:19:25) | Deckenmalerei, Kapellen der Seitenschiffe, Südseite, 3. Kapelle von Westen, Decke                                  | siehe |
| Zwei jugendliche Heilige des Jesuitenordens                                                               | Zwei Mönche auf einer Wolke kniend, männliche Heilige | Wandmalerei, Medaillonbild (oval, gerahmt), Kapellen der Seitenschiffe,                                            | siehe |
| Ein sich geißelnder Heiliger kniet vor einem Herrn in Jägertracht                                         | Männlicher Jäger, männliche Heilige, Züchtigung, Geißelung im asketischen Leben | Wandmalerei, Kapellen der Seitenschiffe, Südseite, 2. Kapelle von Westen, Westwand                                 | siehe |
| Heiliger Priester von Dämonen geplagt                                                                     | Maria mit Sterblichen, die sie anbeten oder um Hilfe anflehen; männliche Heilige, der Teufel oder Dämonen greifen Sterbliche an, Cherubim, d. h. Kinderköpfe mit Flügeln | Deckenmalerei, Kapellen der Seitenschiffe, Südseite, 2. Kapelle von Westen                                         | siehe |
| Ein Priester, vermutlich der heilige Johannes von Nepomuk, verteilt Almosen                               | Priester (römisch-katholisch), Ereignisse in der Vita des heiligen Johannes von Nepomuk; Almosen geben; Kollekte für die Armen | Wandmalerei, Medaillonbild (oval, gerahmt), Kapellen der Seitenschiffe, Südseite, 1. Kapelle von Westen, Südwand   | siehe |
| Der heilige Johannes Nepomuk hört die Beichte der Königin von Böhmen                                      | Der heilige Johannes Nepomuk nimmt der Königin (Frau des Königs Wenzel) die Beichte ab | Wandmalerei, Kapellen der Seitenschiffe, Südseite, 1. Kapelle von Westen, Westwand                                 | siehe |
| Die Apotheose des heiligen Johannes von Nepomuk                                                           | Der Märtyrer Johannes von Nepomuk, mögliche Attribute: Buch, Kruzifix, Nimbus oder Krone aus fünf Sternen, Vorhängeschloss, Palme, Zunge, sowie Engel als Kinder dargestellt | Deckenmalerei, Kapellen der Seitenschiffe, Südseite, 1. Kapelle von Westen, Decke                                  | siehe |

## Bilder von Deckenfresken

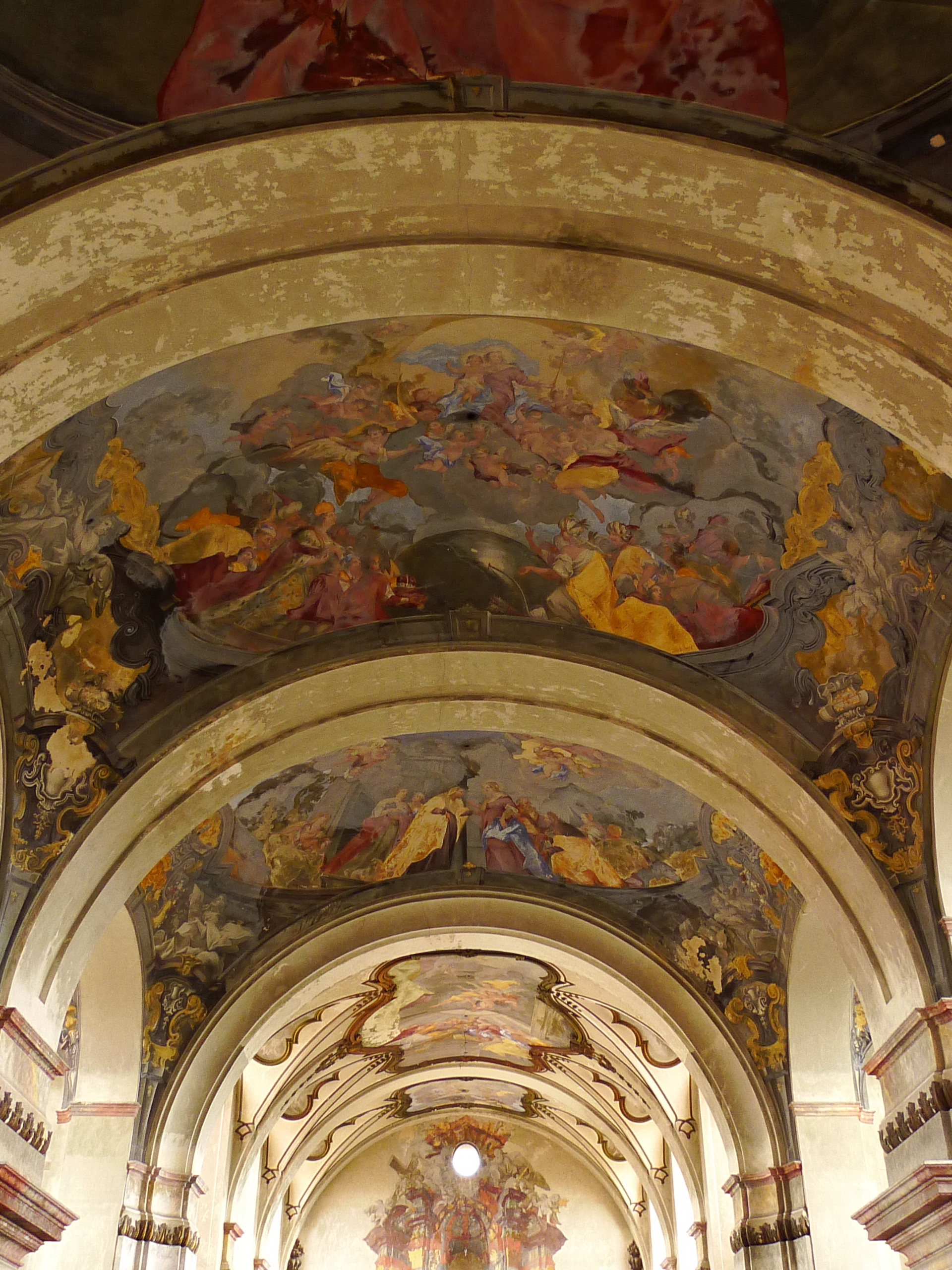
Verehrung Mariens und Mariä Heimsuchung
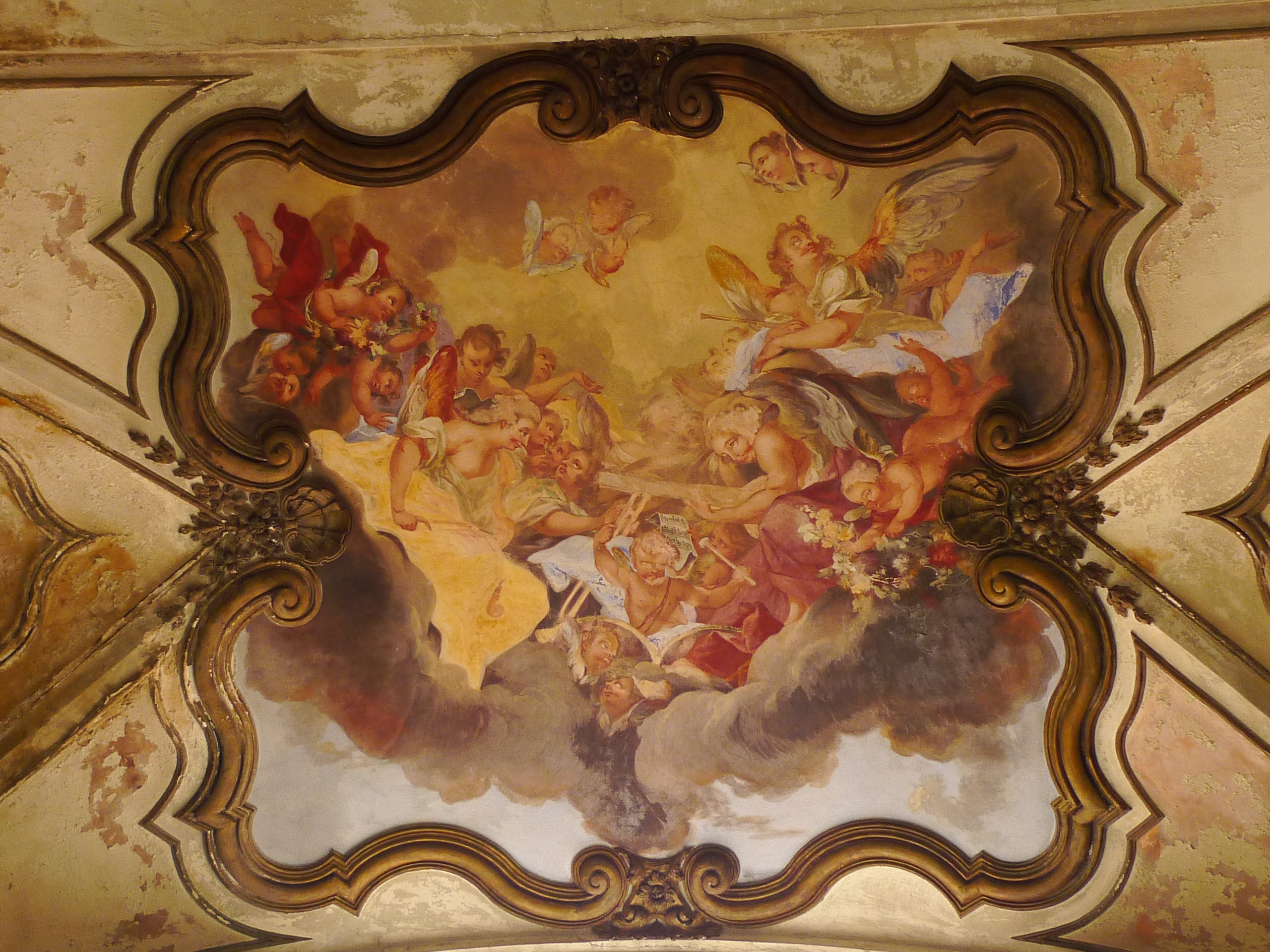
Engelskonzert
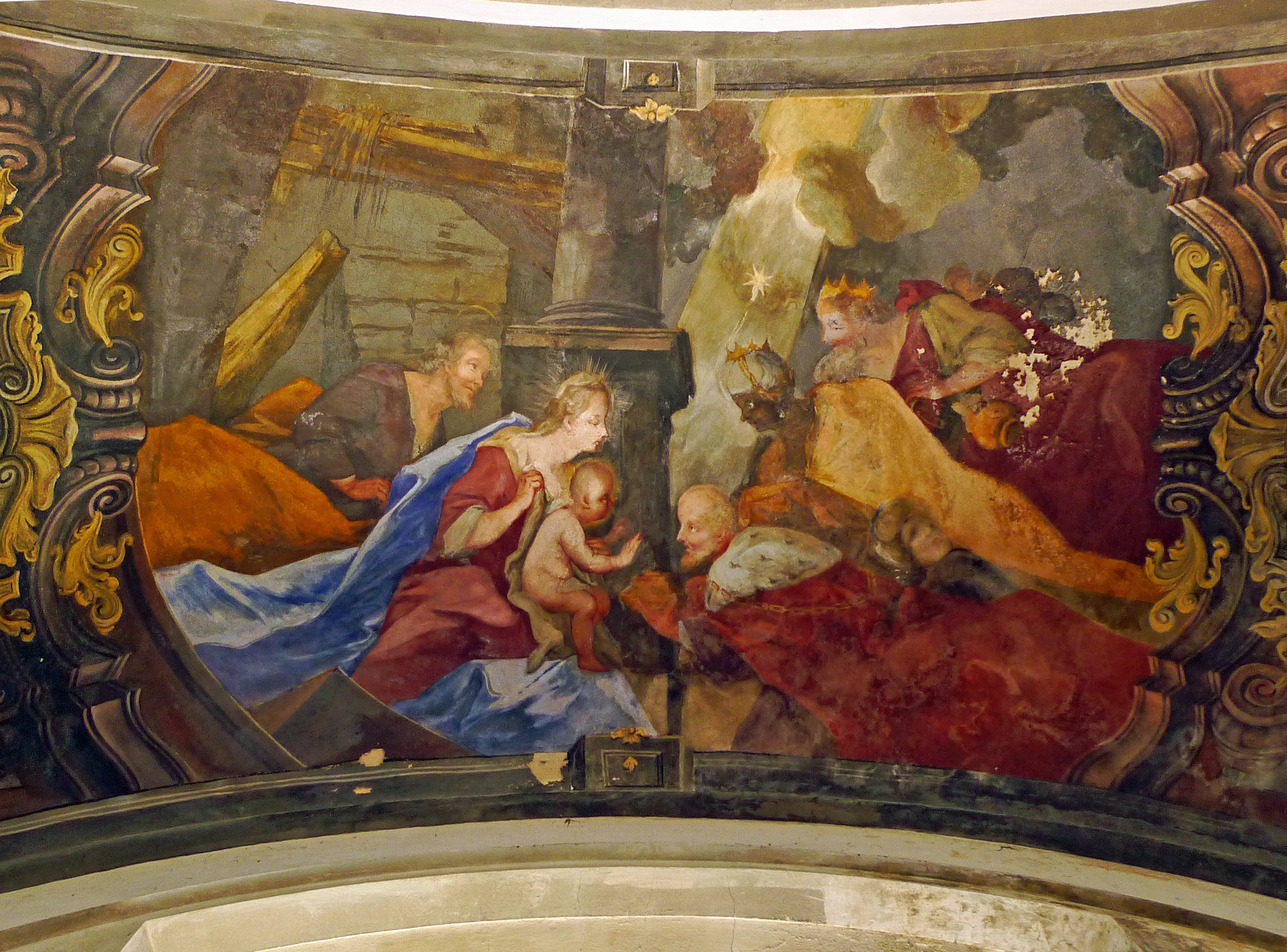
Anbetung der Hl. Drei Könige
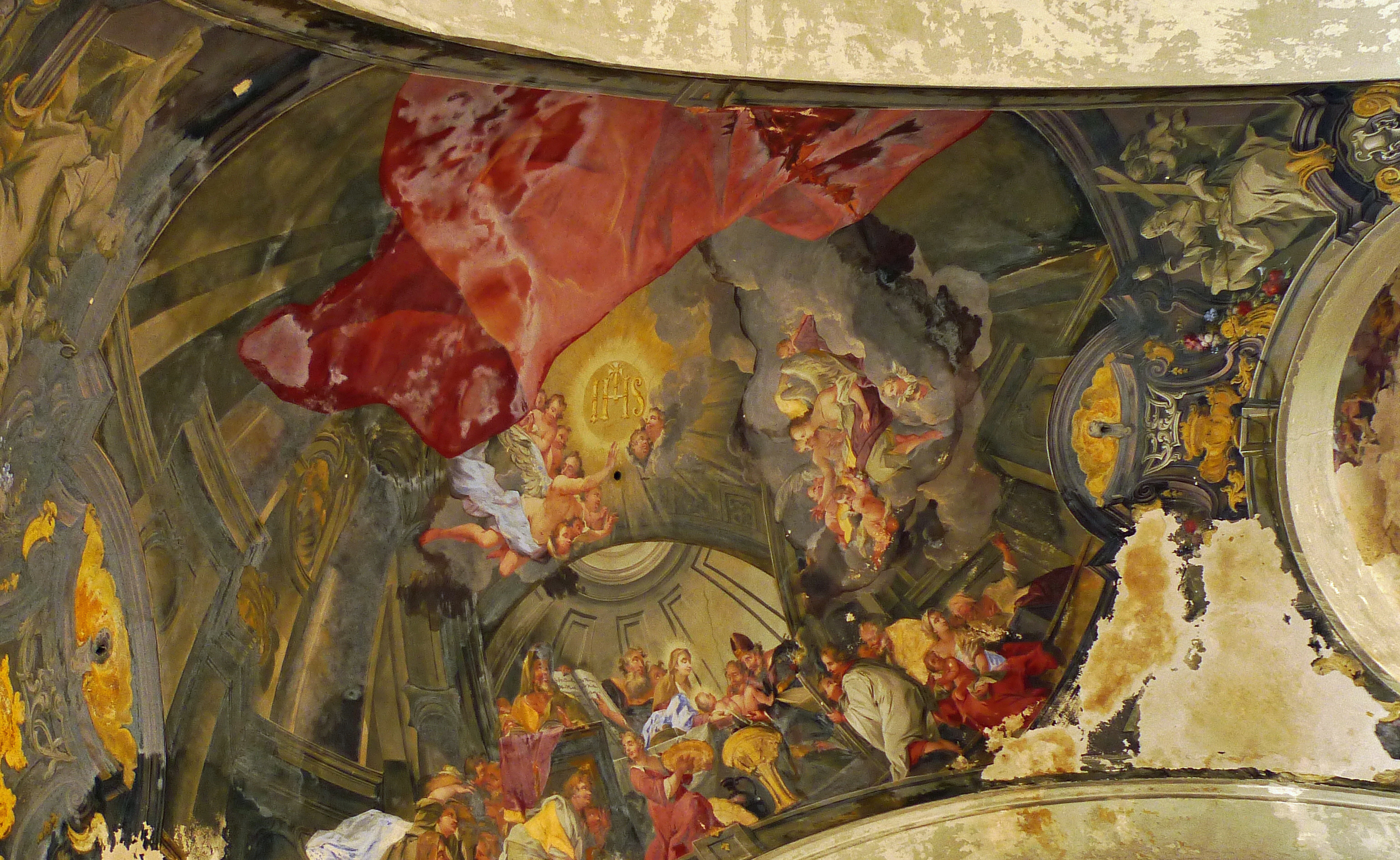
Beschneidung Jesu
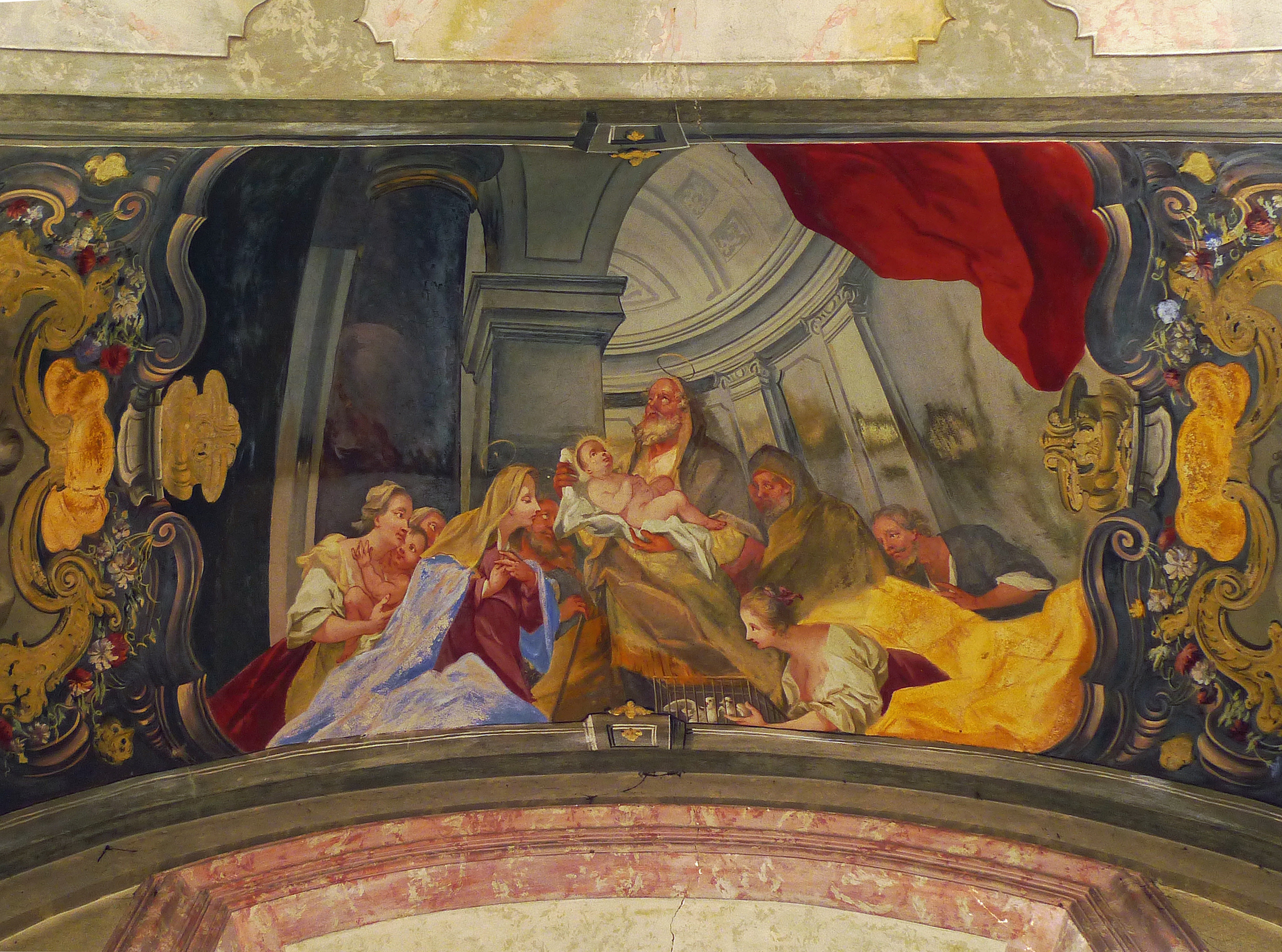
Darbringung im Tempel
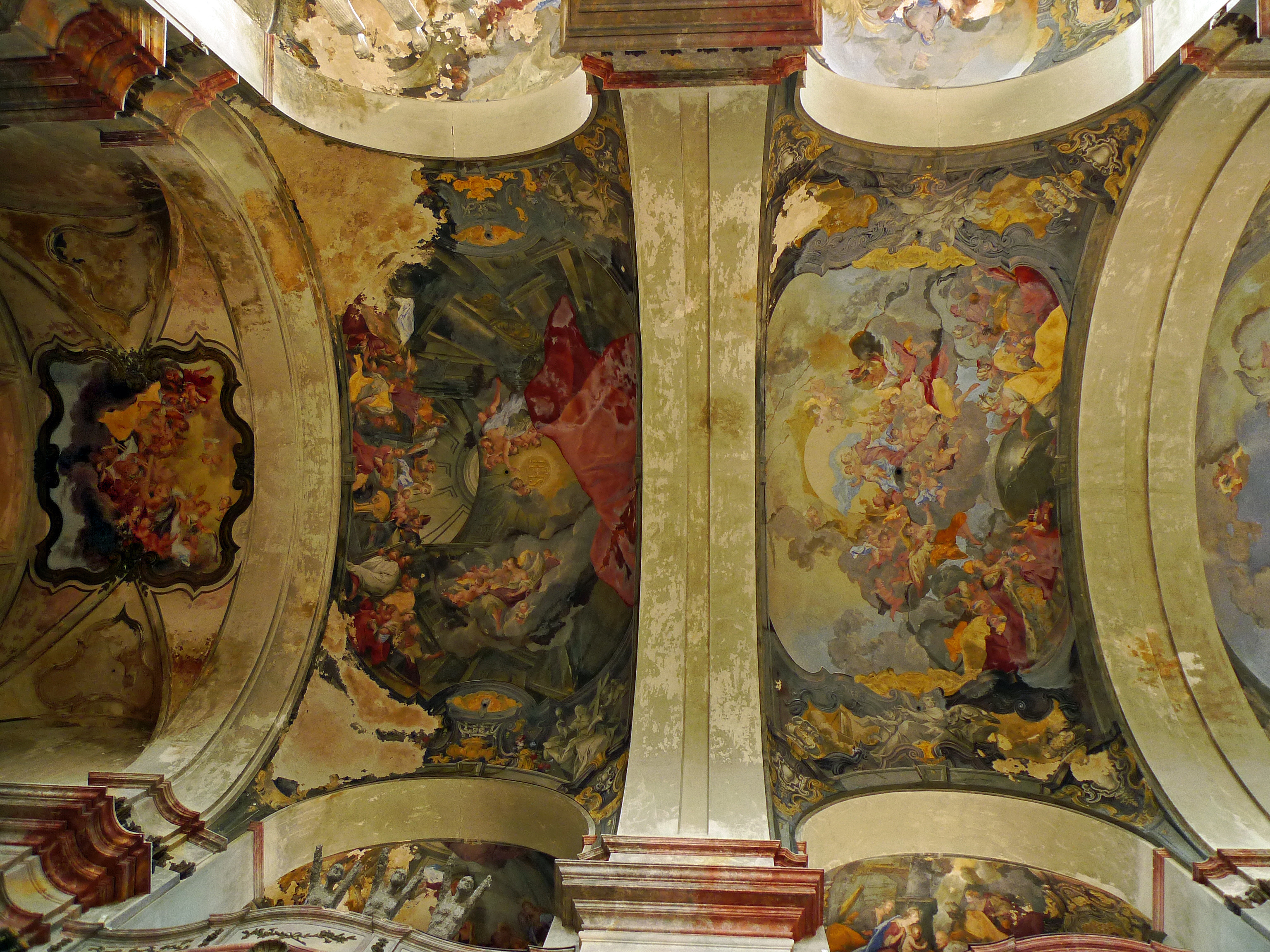
Engelskonzert, Beschneidung Jesu und Verehrung Mariens